# Coppa delle Coppe dell'AFC 1995
La Coppa delle Coppe dell'AFC 1995-1996 è la 6ª edizione della coppa a cui presero parte 23 squadre da altrettante federazioni provenienti da tutta l'Asia.

## Primo turno

### West Asia
| Squadra 1              | Totale | Squadra 2     | Andata  | Ritorno |
| ---------------------- | ------ | ------------- | ------- | ------- |
| Homenmen               | 2-1    | Al Wahda      | 0-0     | 2-1     |
| Oman Club              | 2-4    | Kazma         | 1-1     | 1-3     |
| Al Talaba              | 5-4    | Al Ittihad    | 5-3     | 0-1     |
| FK Yangier             | 4-1    | Turan Daşoguz | 3-0     | 1-1     |
| Vostok Ust-Kamenogorsk | (w/o)1 | AkMaral       | {{{6}}} | {{{7}}} |
| Bahman                 | bye    | {{{4}}}       | {{{6}}} | {{{7}}} |
| Al Ain                 | bye    | {{{4}}}       | {{{6}}} | {{{7}}} |
| Riyadh SC              | bye    | {{{4}}}       | {{{6}}} | {{{7}}} |

1 AkMaral ritirato

### East Asia
| Squadra 1          | Totale | Squadra 2          | Andata  | Ritorno |
| ------------------ | ------ | ------------------ | ------- | ------- |
| New Radiant        | (w/o)1 | Ratnam Sports Club | 2-0     | {{{7}}} |
| Sabah FA           | 3-1    | An Giang FC        | 3-0     | 0-1     |
| Bellmare Hiratsuka | bye    | {{{4}}}            | {{{6}}} | {{{7}}} |
| East Bengal Club   | bye    | {{{4}}}            | {{{6}}} | {{{7}}} |
| Petrokimia Putra   | bye    | {{{4}}}            | {{{6}}} | {{{7}}} |
| Rajapracha UCOM FC | bye    | {{{4}}}            | {{{6}}} | {{{7}}} |
| Uhlsport Rangers   | bye    |                    |         |         |
| Yokohama Flügels   | bye    | {{{4}}}            | {{{6}}} | {{{7}}} |

1 Ratnam ritirato dopo l'andata

## Secondo turno

### West Asia
| Squadra 1              | Totale | Squadra 2  | Andata | Ritorno |
| ---------------------- | ------ | ---------- | ------ | ------- |
| Homenmen               | 0-5    | Riyadh SC  | 0-2    | 0-3     |
| Kazma                  | 6-1    | Al Ain     | 2-0    | 4-1     |
| Al Talaba              | 3-2    | FK Yangier | 2-0    | 1-2     |
| Vostok Ust-Kamenogorsk | 2-3    | Bahman     | 2-2    | 0-1     |

### East Asia
| Squadra 1          | Totale | Squadra 2          | Andata | Ritorno |
| ------------------ | ------ | ------------------ | ------ | ------- |
| Uhlsport Rangers   | 3-7    | Yokohama Flügels   | 1-3    | 2-4     |
| New Radiant        | 3-2    | East Bengal Club   | 3-0    | 0-2     |
| Sabah FA           | 1-7    | Bellmare Hiratsuka | 1-2    | 0-5     |
| Rajapracha UCOM FC | 7-7    | Petrokimia Putra   | 5-4    | 2-3     |

## Quarti di finale

### West Asia
| Squadra 1 | Totale  | Squadra 2 | Andata | Ritorno |
| --------- | ------- | --------- | ------ | ------- |
| Riyadh SC | 2-2 (a) | Kazma     | 2-1    | 0-1     |
| Al Talaba | 2-1     | Bahman    | 1-1    | 1-0     |

### East Asia
| Squadra 1          | Totale | Squadra 2        | Andata | Ritorno |
| ------------------ | ------ | ---------------- | ------ | ------- |
| Bellmare Hiratsuka | 7-1    | Petrokimia Putra | 6-0    | 1-1     |
| New Radiant        | 0-7    | Yokohama Flügels | 0-2    | 0-5     |

## Semifinali
| Hiratsuka 25 dicembre 1995                                                                                      | Bellmare Hiratsuka | 4 – 3                              | Yokohama Flügels |  |
| \| \| \| \| \| Émerson 13’ (pen.), 44’ (pen.), 71’, 90+2’ \| Marcatori \| Evair 56’, 89’ (pen.) Mitsuoka 83’ \| |                    |                                    |                  |  |
| |                    |                                    |                  |  |
| Émerson 13’ (pen.), 44’ (pen.), 71’, 90+2’                                                                      | Marcatori          | Evair 56’, 89’ (pen.) Mitsuoka 83’ |                  |  |

|  | Al Talaba | – non disputata | Riyadh SC |  |

## Finale
| Yokohama 27 dicembre , 1995                                                 | Bellmare Hiratsuka | 2 – 1            | Al Talaba | Mitsuzawa Stadium |
| \| \| \| \| \| Narahashi 27’ Nakata 81’ \| Marcatori \| 51’ Sabah Khalaf \| |                    |                  |           |                   |
|                                                                             |                    |                  |           |                   |
| Narahashi 27’ Nakata 81’                                                    | Marcatori          | 51’ Sabah Khalaf |           |                   |

## Fonti
- Stokkermans, Karel. "Cup Winners' Cup 1995/96". RSSSF.